# Du Pont Model A
Du Pont Model A war ein Personenkraftwagen-Modell. Produzent war der US-amerikanische Motorenhersteller Du Pont Motors.

## Beschreibung
Es war das erste Fahrzeug von Du Pont. Es wurde nicht wie üblich auf einer Automobilausstellung präsentiert, sondern auf dem International Salon 1919 im Commodore Hotel in New York City.
Du Pont stellte die Motoren selber her. Es war ein Vierzylindermotor. 3,9375 Zoll (100,0125 mm) Bohrung und 5,125 Zoll (130,175 mm) Hub ergaben 4090 cm³ Hubraum. Der Motor war nach dem N.A.C.C.-Rating mit 24,8 PS eingestuft und leistete 55 PS.
Der Motor war vorne in Fahrgestell eingebaut. Er trieb über ein Dreiganggetriebe die Hinterachse an. Der Radstand betrug 124 Zoll (3150 mm). Zur Wahl standen Aufbauten als Tourenwagen mit fünf Sitzen, Roadster mit zwei Sitzen und zwei verschiedene Limousinen mit jeweils fünf Sitzen.
1921 folgte der kaum veränderte Du Pont Model B zu reduzierten Preisen. Insgesamt entstanden 188 Fahrzeuge von Model A und Model B zwischen 1919 und Juli 1923.